# Direction de la Nature et des Parcs

Le logo de la Direction de la Nature et des Parcs.

La Direction de la Nature et des Parcs d'Israël (he : רָשׁוּת־הַטֶבַע וְהַגַּנִים en : Israel Nature and Parks Authority, INPA) est un organisme gouvernemental qui gère les réserves naturelles et les parcs nationaux. Fondée en avril 1998, elle résulte de la fusion de deux entités qui géraient séparément, depuis 1964, les réserves naturelles (רָשׁוּת שְׁמוּרוֹת הַטֶבַע) d'une part et les parcs nationaux (רָשׁוּת הַגַּנִים הַלְּאֻמִּים) d'autre part. Elle dépend du ministère de la Protection de l'Environnement.
Son logo représente une tête de bouquetin de Nubie, emblème des réserves naturelles, et un arbre, emblème des parcs nationaux et il est surmonté d'une inscription en hébreu "רשות הטבע והגנים" qui signifie "Autorité de la Nature et des Parcs".
L'autorité est organisée en cinq districts régionaux : nord, centre, sud, Cisjordanie et Eilat.
Son budget provient en grande partie des droits d'entrée payés par les visiteurs. Il est possible pour ceux-ci de prendre un abonnement, et ils reçoivent alors une carte d'adhérent qui offre une entrée gratuite sur la plupart des sites, ou à moitié prix sur quelques-uns.

## Liste de parcs nationaux et de réserves naturelles d'Israël
Il existe environ 66 parcs et 190 réserves qui couvrent près de 25 % du territoire national.
Certains sites sont à la fois parc national et réserve naturelle, par exemple Ein Gedi, Bésor, etc.

### Parcs nationaux
Parmi les parcs nationaux, huit sont inscrits au Patrimoine mondial :
- Massada (2001)
- Tels bibliques (2005) : Megiddo, Hazor et Beer-Sheva
- Villes du désert du Néguev sur la Route de l'encens (2005) : Avdat, Haluza, Mamshit, Shivta, etc.

autres sites :
- Jerusalem Walls National Park
- Beït-Shéarim
- Césarée
- Mont Carmel
- Qastel

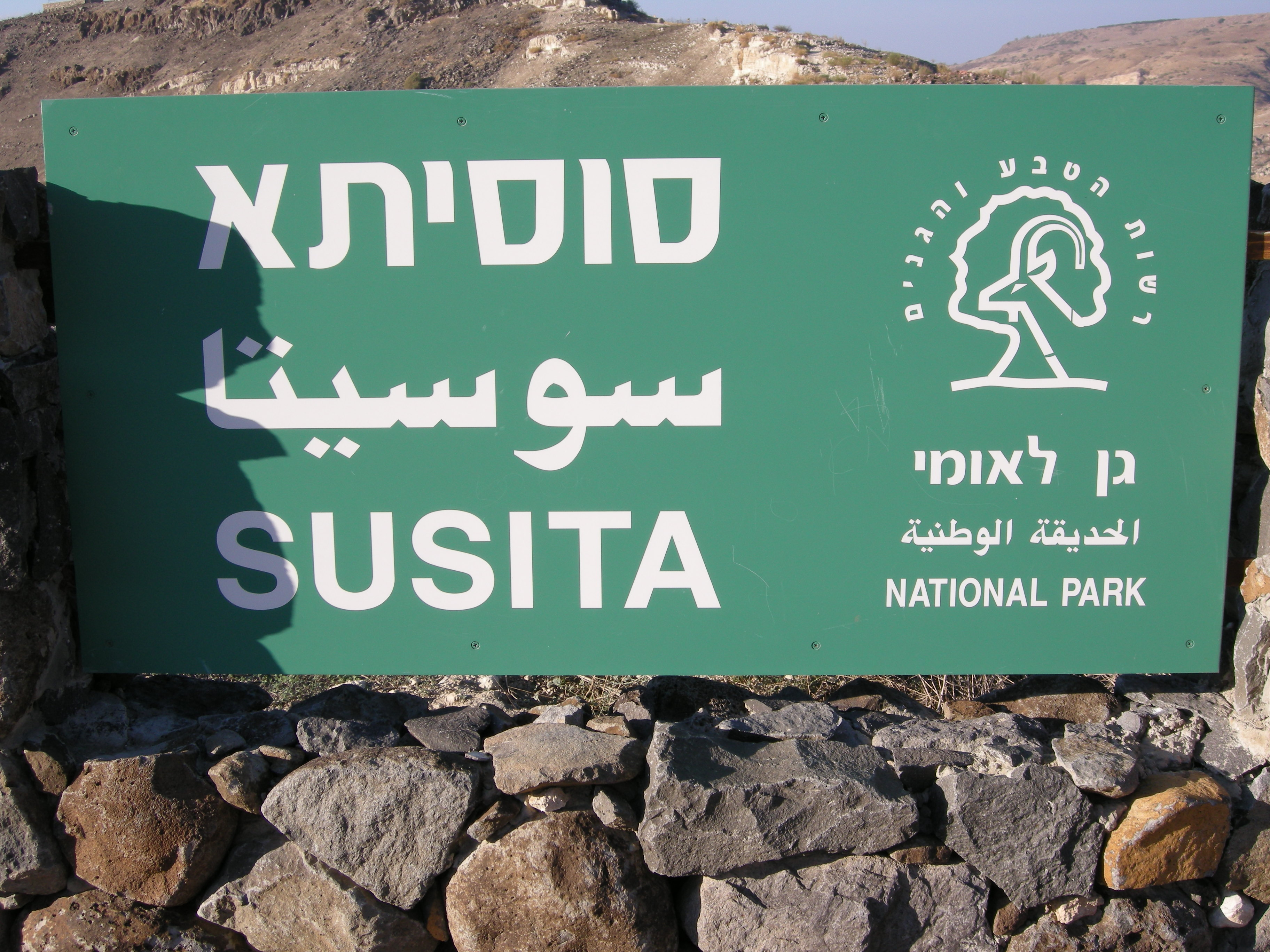
Parc national d'Hippos

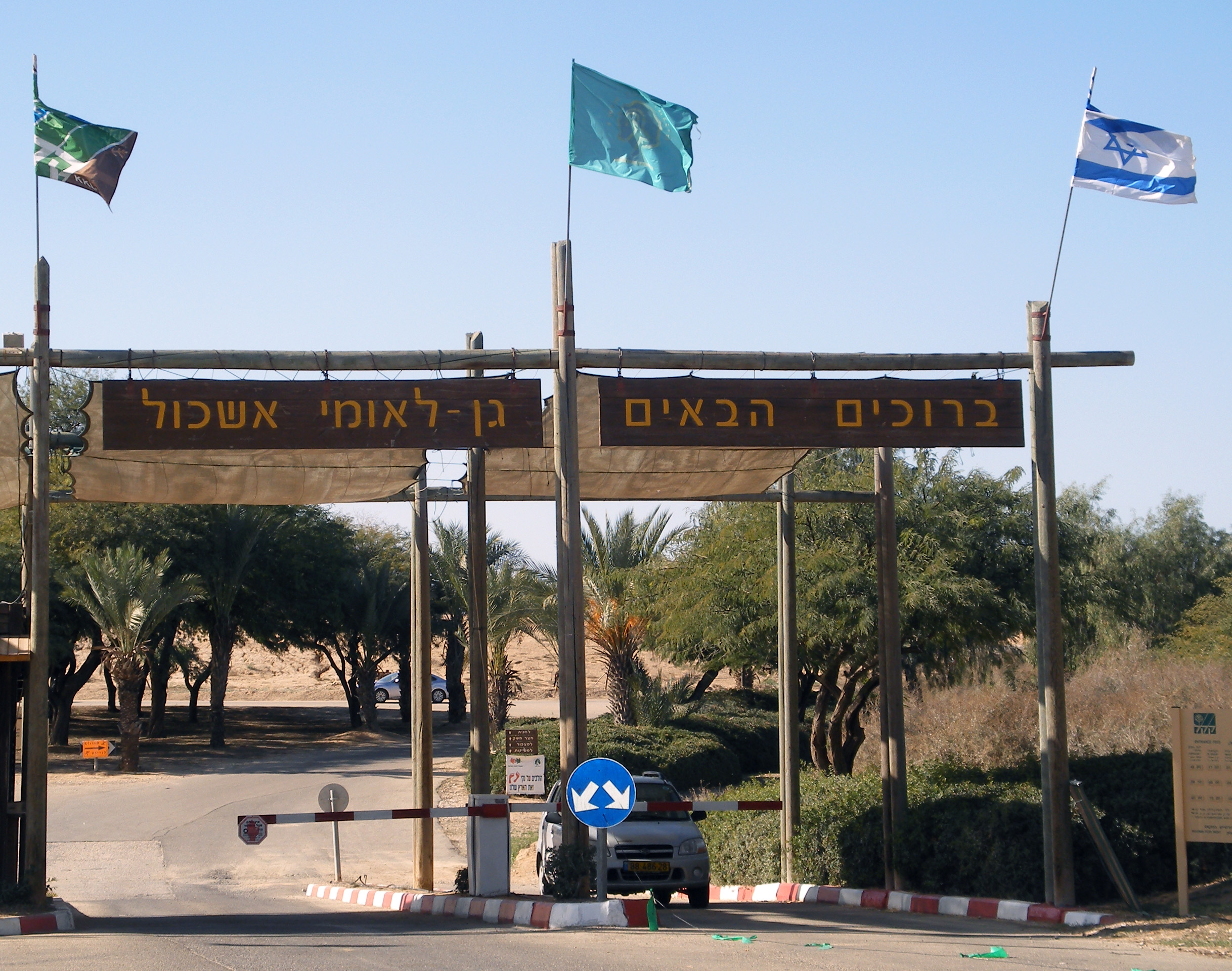
Entrée du. Drapeaux du KKL à gauche et de l'INPA au centre

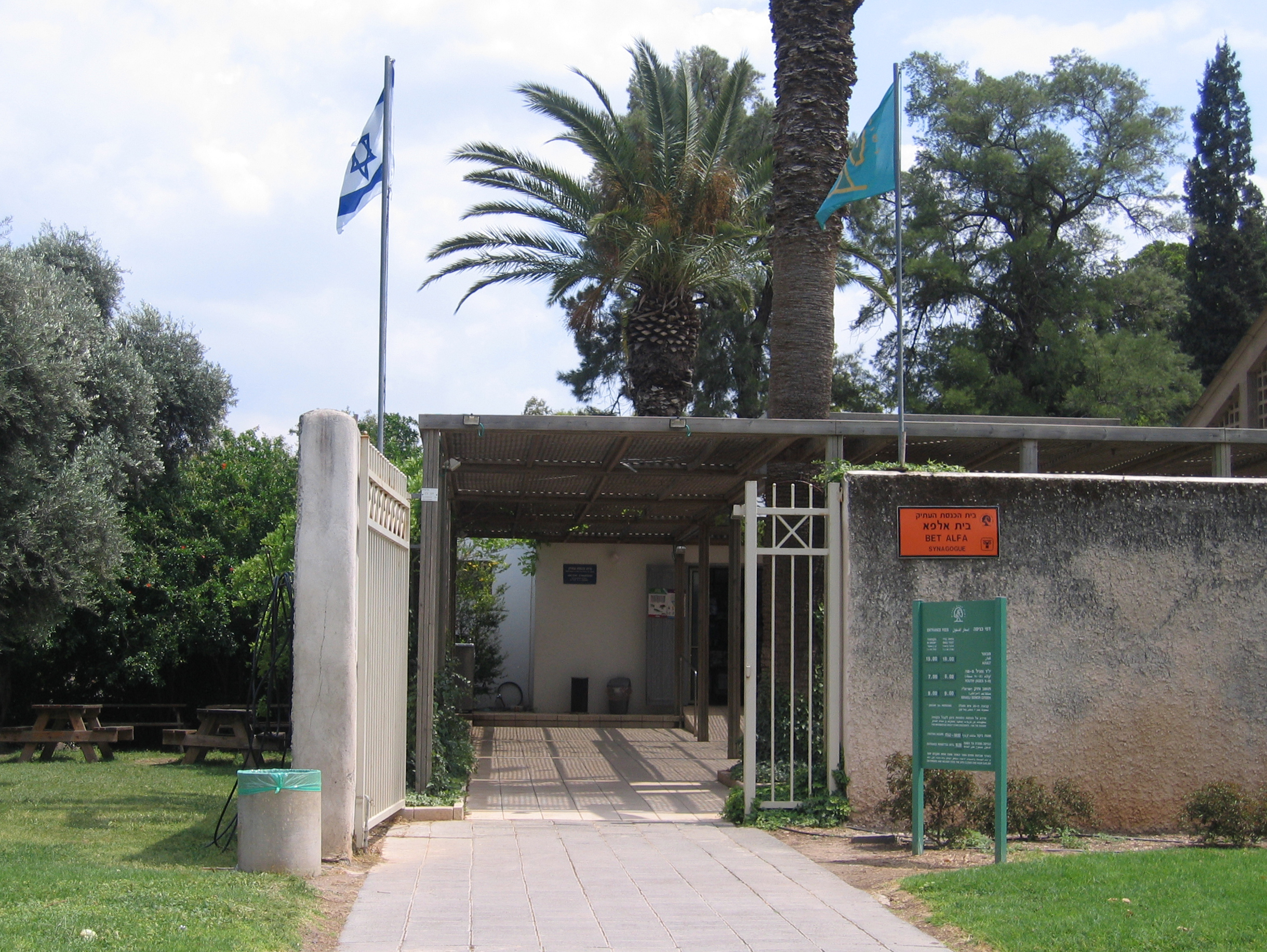
Beth Alpha.

- Kokhav ha Yarden (forteresse croisée de Belvoir)
- Ein Gedi Antiquities
- Eïn-Hemed
- Eshkol ou Bésor
- Gan Hashlosha
- Hérodion
- Qumrân
- Sepphoris
- Hippos
- Rivière Alexander avec la Ruine de Samara (he)
- Parc national de Timna
- Nimrod (Qal‘at Namrud)

### Réserves naturelles
- Grotte de Soreq
- Ein Gedi
- Gamla
- Mont Guilboa
- Réserve de Hai Bar
- Vallée de la Houla
- Dlavim R. N. des platanes à Dolev (en) près de Ramallah
- Ofaqim River שמורת הטבע נַחַל אֳפָקִים
- Mont Méron